# 土佐久礼駅
土佐久礼駅（とさくれえき）は、高知県高岡郡中土佐町久礼にある、四国旅客鉄道（JR四国）土讃線の駅である。駅番号はK22。標高8.3 m。全特急列車が停車する。

## 歴史
- 1939年（昭和14年）11月15日：土讃線の終点として開業[2]。戦前における土讃線の区間開業はここで最後となる。
- 1947年（昭和22年）10月20日：影野駅まで延伸、途中駅となる。
- 1950年（昭和25年）3月22日：昭和天皇のお召し列車が5分間停車。駅前奉迎が行われた（昭和天皇の戦後巡幸）[4]。
- 1970年（昭和45年）10月1日：貨物の取り扱いを廃止[2]。
- 1985年（昭和60年）3月14日：荷物扱い廃止[2]。
- 1987年（昭和62年）4月1日：国鉄分割民営化により、JR四国の駅となる[2]。
- 1990年（平成2年）11月21日：土日祝日の駅員配置を取り止め[5]。
- 2010年（平成22年）10月1日：無人化[6][7]。それまでは平日午前中のみ駅員が配置されていた。
- 2024年（令和6年）10月18日 - 駅舎がリニューアルし記念セレモニーを開催[8]。

## 駅構造
島式ホーム1面2線に側線数本を有する地上駅である。ホーム須崎寄りから階段で少し降りたところに、屋根が三段になっている駅舎が置かれている。ホーム間は、構内踏切で移動する。トイレは、設置されている。
簡易委託駅で、平日午前中のみ窓口業務が行われる。
2024年（令和6年）10月に駅舎がリニューアルし、なかとさ観光協会が入居することとなり、旧手荷物預かり窓口が協会の窓口、駅務室が協会の事務所として利用されている。

### のりば
| のりば | 路線    | 方向 | 行先                 |
| ------ | ------- | ---- | -------------------- |
| 1      | ■土讃線 | 下り | 窪川・中村方面       |
| 2      | ■土讃線 | 上り | 高知・高松・岡山方面 |

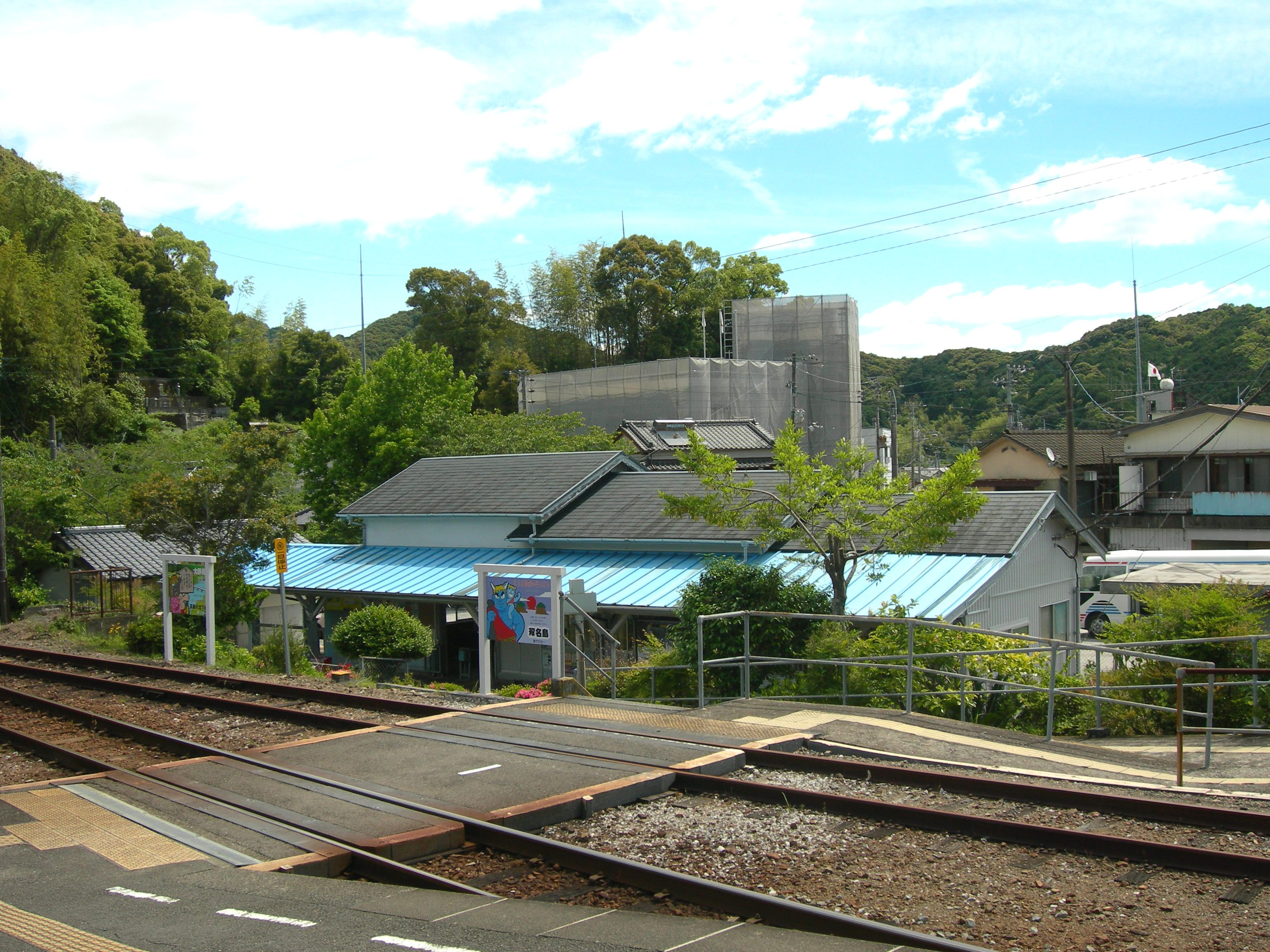
ホームから見た駅舎（2010年5月）
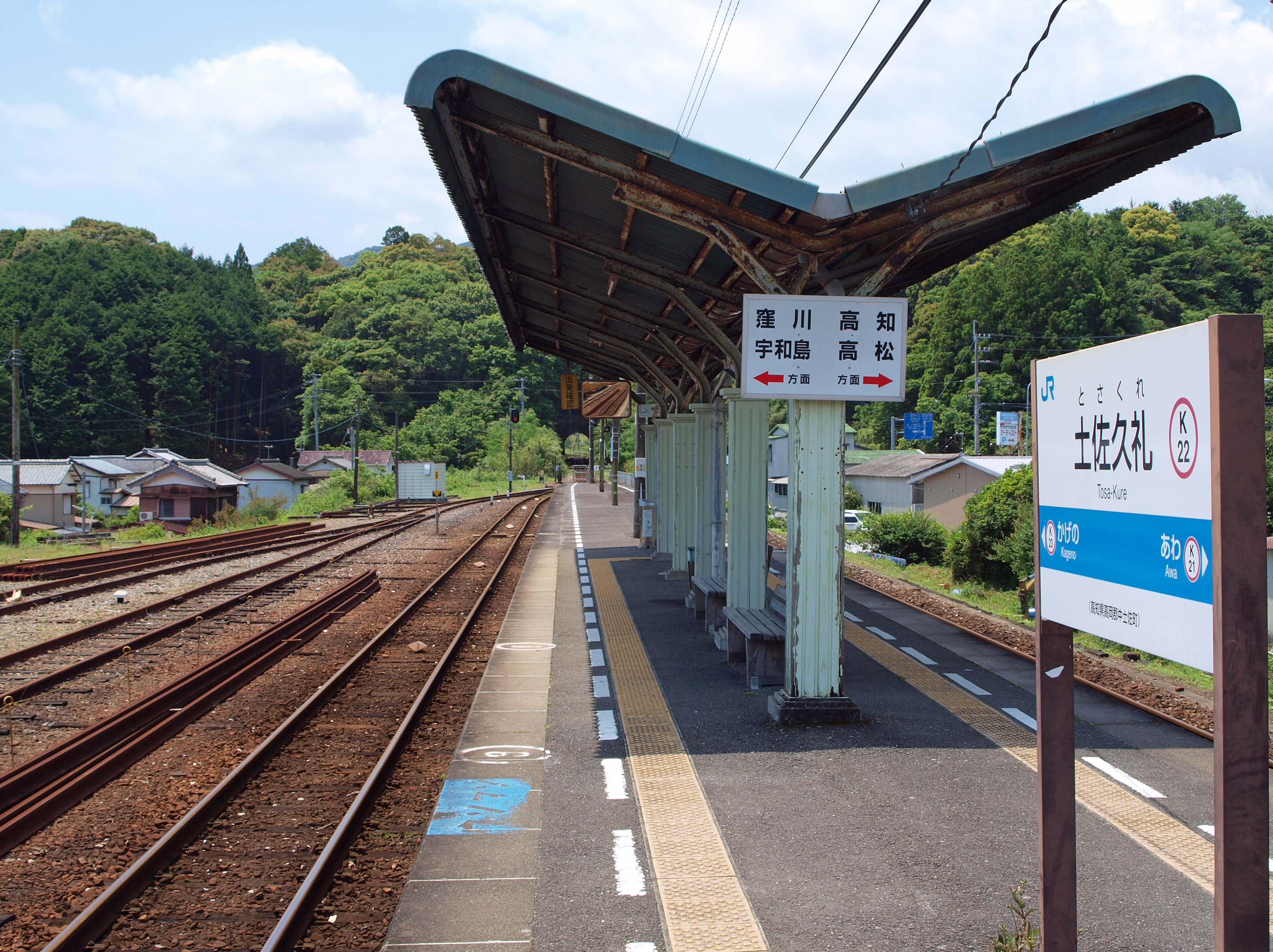
ホーム（2010年5月）

## 利用状況
| 1日乗降人員推移 | 1日乗降人員推移 |
| 年度            | 1日平均人数     |
| --------------- | --------------- |
| 2011年          | 384             |
| 2012年          | 408             |
| 2013年          | 442             |
| 2014年          | 416             |
| 2015年          | 396             |

## 駅周辺
周辺ではカツオの一本釣りが盛ん。
- 中土佐町役場
- 中土佐町立美術館
- 久礼郵便局
- 中土佐町立久礼小学校
- 中土佐町立久礼中学校
- 黒潮本陣温泉
- そえみみず遍路道と大坂遍路道
- 高知自動車道中土佐IC
- 高幡消防組合須崎消防署中土佐分署（環境無料レンタル自転車有り）
- 道の駅なかとさ
- 国道56号
- 高知県道319号奈路土佐久礼停車場線
- 高知県道320号久礼須崎線

## バス路線
駅前に「土佐久礼駅」停留所があり、中土佐町コミュニティバスの路線が乗入れる。高知県道320号線沿いには「久礼駅前」停留所があり、高知高陵交通と中土佐町コミュニティバスの路線が発着する。
「土佐久礼駅」停留所
- 中土佐町コミュニティバス
  - 萩原・大野線
    - ※月曜・木曜運行。

  - 楠ノ川線
    - ※火曜・金曜運行。

  - 長沢・大坂線
    - ※水曜・土曜運行。

すべての路線が「久礼駅前」停留所を経由する。
「久礼駅前」停留所
- 高知高陵交通
  - 矢井賀 - 須崎・多の郷駅線
    - 矢井賀 / 須崎営業所

## その他
- 2016年公開の劇場アニメ『ポッピンQ』の冒頭シーンで当駅が登場。中土佐町が地元のヒロイン、小湊伊純が通学で利用する描写がある。

## 隣の駅
四国旅客鉄道（JR四国）
■土讃線
- 特急「しまんと」「あしずり」「志国土佐 時代の夜明けのものがたり」停車駅（志国土佐 時代の夜明けのものがたりは高知駅との間でのみ乗降可、窪川駅との間での利用は不可）

■普通
安和駅 (K21) - 土佐久礼駅 (K22) - 影野駅 (K23)